# Diamond Multimedia
Diamond Multimedia war ein an der NASDAQ unter DIMD verzeichnetes US-amerikanisches Unternehmen mit Firmensitz in Chatsworth, Kalifornien, das vor allem in den 1990er Jahren Grafikkarten und Modems für den PC-Markt produzierte, indem es Halbleiter von anderen Herstellern auf Leiterplatten verbaute und dazu entsprechende Basis-Treiber weiterentwickelte.
Bekannte Produkte waren unter anderem die auf den Riva-Halbleitern von NVIDIA basierenden Viper-Grafikkarten und die Grafikkarten mit 3D-Beschleunigung namens Monster auf Basis der Voodoo-Chipsätze von 3dfx. Weiterhin gab es die Soundkarten Monster Sound und SonicImpact im Programm.
Ergänzt wurde das Produktportfolio durch eine größere Auswahl an Modems unter dem Markennamen Supra und die Video-Framegrabber-Karten ChrunchIt und DTV, die unter anderem im Bundle mit Supra-Video-Phone-Kit erhältlich waren.

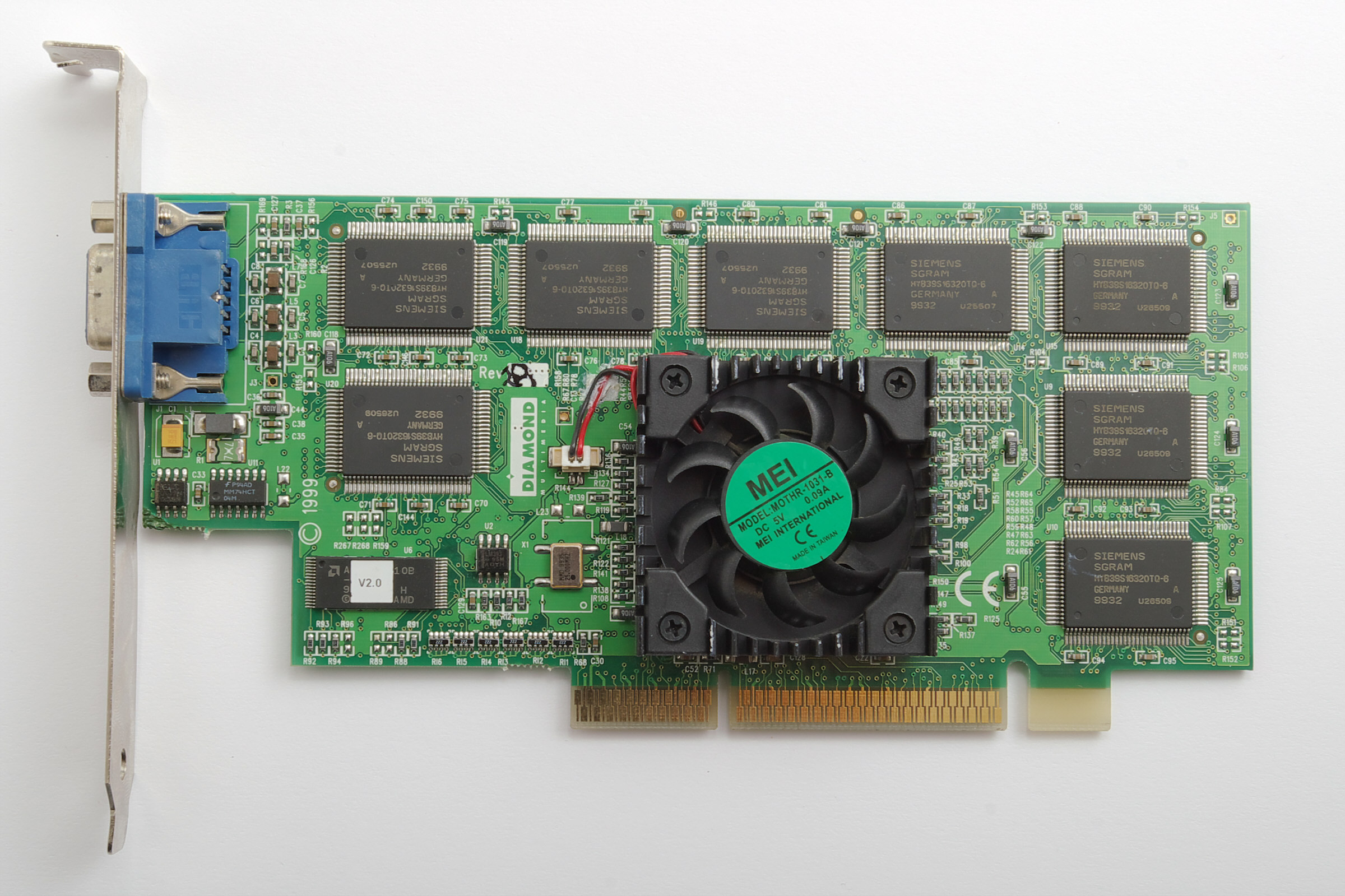
Diamond FireGL 1

An professionelle Entwickler richteten sich die FireGL-Grafikkarten, die durch die Übernahme der Spea Software, Starnberg ins Programm kamen und die unter anderem mit einem Permedia-Chipsatz in der Version von 3DLabs bestückt waren. Angelehnt an diesen Markennamen wurde ein SCSI-Controller namens FirePort realisiert, der in Versionen bis 40 MB/s verfügbar war und ebenfalls auf Halbleitern eines anderen Unternehmens, nämlich Symbios, basierte.

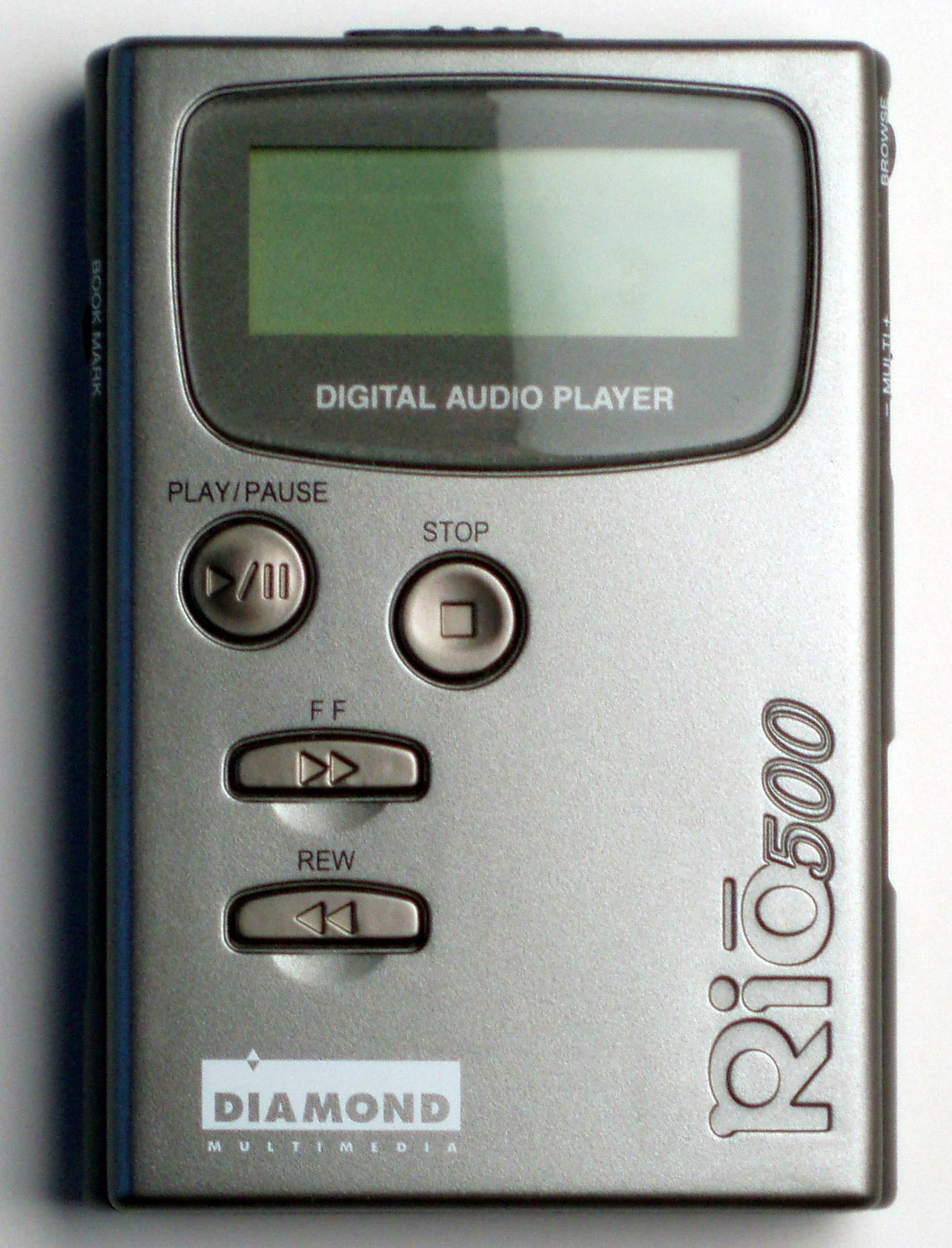
MP3-Player Rio 500

Mit dem Markennamen Rio begann Diamond als Pionier den Markt für portable MP3-Player zu erschließen.
Diamond Multimedia konnte angesichts des schärfer werdenden Konkurrenzkampfes im Zuge der Asienkrise nur noch selten Gewinne in den Quartalsberichten ausweisen und fusionierte 1999 mit dem Halbleiterhersteller S3. Das 2000 in SONICblue umbenannte Unternehmen verlagerte sich überwiegend auf die Herstellung von Verbraucherelektronik wie MP3-Player (Rio-Serie). Für die Entwicklung der FireGL-Serie bediente man sich vorübergehend an Grafik-Chips aus der IBM Workstation-Schiene, machte neben Windows-Treibern auch Linux-Treiber und Treiber für HP-UX verfügbar, bevor dieser Teil des Unternehmens von ATI (heute AMD) übernommen, auf deren Halbleiter-Serie umgestellt und nach wenigen Jahren durch Standort-Auflösung zumindest dem Namen nach in die Kern-Zentren dieses Konzerns in Nordamerika überführt wurde. Im März 2003 meldete SONICblue Insolvenz an. 
Die damalige Rio-Division wurde verkauft und firmiert heute als Digital Networks North America (DNNA) unter dem Dach der japanischen D&M Holding. Sie hat ihr Produktangebot um HiFi-Geräte ergänzt. Der Marktanteil ist wegen der starken Konkurrenz auf dem MP3-Player-Sektor und dem DVD-Player-Markt allerdings eher klein. Am 20. Juli 2015 stellte das Unternehmen Antrag auf Insolvenz und hat seinen Geschäftsbetrieb eingestellt.
2003 wurden nach der Insolvenz von SONICblue die Rechte an der Marke Diamond Multimedia an die Firma Best Data verkauft.